# 成田空港美整社
株式会社成田空港美整社（かぶしきがいしゃなりたくうこうびせいしゃ）は、主として成田国際空港の清掃を行う企業である。

## 概要
成田空港建設地となった、成田市の取香・駒井野地区の元地権者らが設立した企業で、成田空港内各所の清掃を請け負っている。社名は、当時の新東京国際空港公団総裁の今井栄文が命名した。
2018年8月の東京新聞報道によれば、清掃員約300人のうち、外国人が35人を占めている。

## 沿革
- 1969年11月 - 株式会社成田空港美整社創立[1]。
- 1999年8月 - 創立30周年記念事業として、中国陝西省彬県に新堡子郷李西美整小学校の校舎を寄付[1]。
- 2008年12月 - 創立40周年記念事業として、航空科学博物館にリアジェット25を寄付[1][3]。